# Primula florindae
Primula florindae is een plant uit de sleutelbloemfamilie (Primulaceae). De soort komt van nature voor in Tibet.
In Tibet groeit ze in grote bestanden in de buurt van rivieren als de Yarlung Tsangpo.
De soort heeft hangende trossen gele gele klokjesachtige bloemen. De bloemstelen kunnen tot 1,2 meter hoog zijn.
De soort werd in 1924 verzameld door Frank Kingdon-Ward, die hem naar zijn vrouw Florinda vernoemde.
De plant groeit het best in zeer vochtige omgevingen omdat hij normaal langs rivieroevers groeit. De soort is koudebestendig zolang de wortels maar niet uitdrogen. In tuincentra wordt de soort wel aangeboden.
... · P. auricula (Aurikel) · 
P. beesiana · 
P. bulleyana · 
P. clusiana · 
P. denticulata ·  
P. elatior (Slanke sleutelbloem) · 
P. farinosa · 
P. florindae · 
P. glutinosa (Kleverige sleutelbloem) · 
P. hirsuta · 
P. japonica · 
P. minima (Dwergsleutelbloem) · 
P. nutans · 
P. rosea · 
P. scandinavica · 
P. scotica · 
P. sieboldii · 
P. stricta · 
P. veris (Gulden sleutelbloem) · 
P. vulgaris (Stengelloze sleutelbloem) · ...